# XXXLutz Lakberendezési Kft.
Az XXXLutz Lakberendezési Kft. (korábban Michelfeit Lakberendezési Kft., majd KIKA Lakberendezési Kft.) a XXXLutz KG magyarországi leányvállalata, valamint az XXXLutz bútoráruházak és online webáruház üzemeltetője.

## Története
A rendszerváltást követően, az 1990-es évek elején a Michelfeit egyike volt azon nyugat-európai vállalatoknak, amik megtelepedtek Magyarországon. Az áruházakat üzemeltető Michelfeit Lakberendezési Kft. osztrák anyavállalatát a Kika/Leiner bútoráruházlánc 1999-ben felvásárolta, ezt követően megkezdték a hazai üzletek átalakítását is. Az első átalakított Kika áruházat 2000-ben adták át Budapesten, a Lehel úton.
2019 szeptemberében az XXXLutz KG felvásárolta a Kika osztrák anyavállalatát. A tulajdonosváltást követően a márkaváltással járó átalakításokat csupán 2020 augusztusában kezdték meg, a korábbi Kika áruházak október 15-én nyíltak meg újra XXXLutz márkanév alatt. Az átalakulást követően, új tulajdonosi háttérrel a magyarországi XXXLutz leányvállalat további városokban szeretne terjeszkedni, illetve piacvezető szerepet célozna meg.

## Üzletei
Budapesten

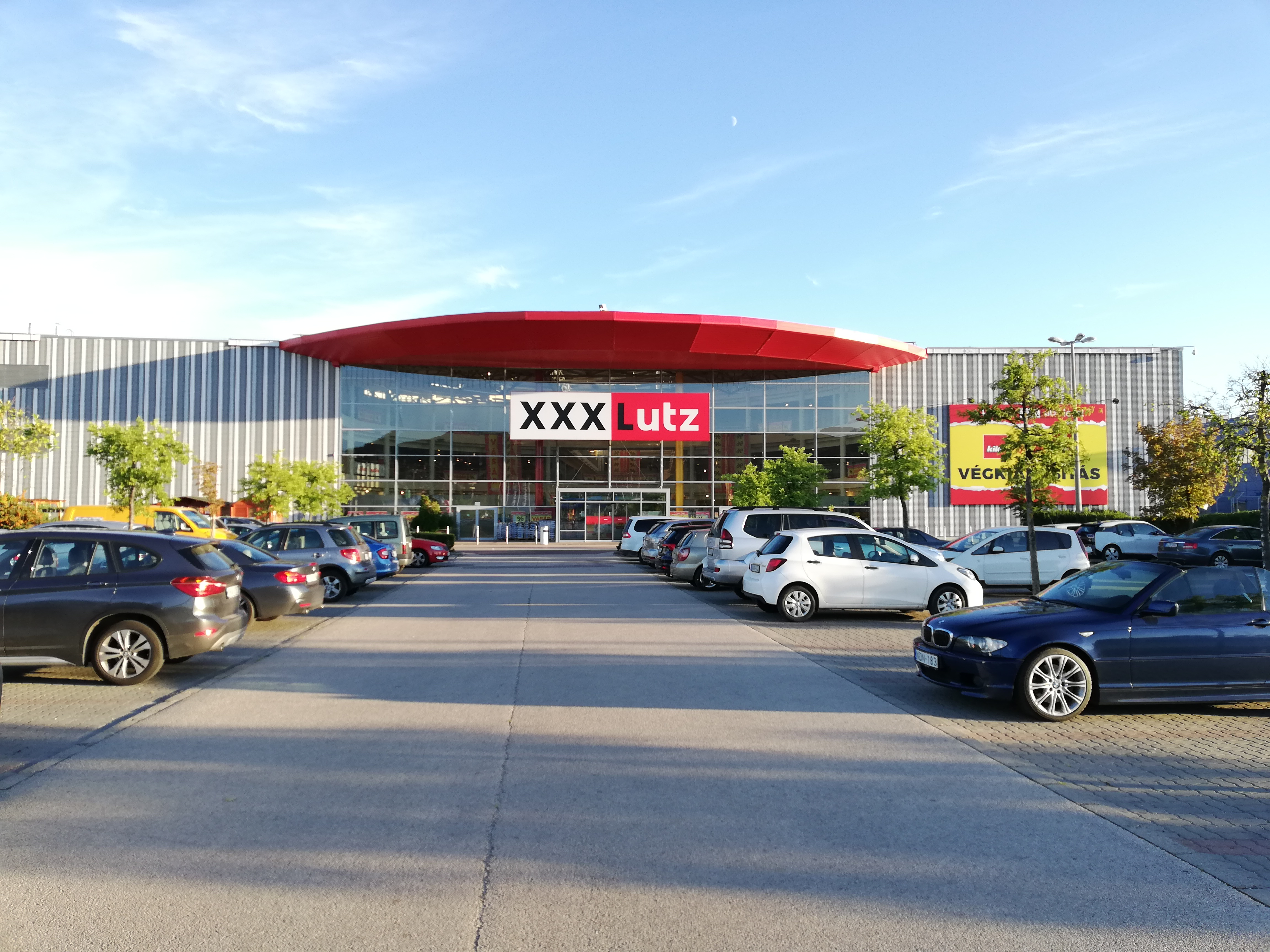
Az XXXLutz budaörsi központja

- Budapest, XXIII. kerület, Bevásárló utca 6.[12]
- Budapest, XIII. kerület, Lehel út 51.[12]

Vidéken
- Budaörs, Kinizsi utca 5.[12]
- Győr, Királyszék utca 35.[12]
- Pécs, Makay István utca 7.[12]
- Debrecen, Kishatár utca 32.[12]

## Képgaléria

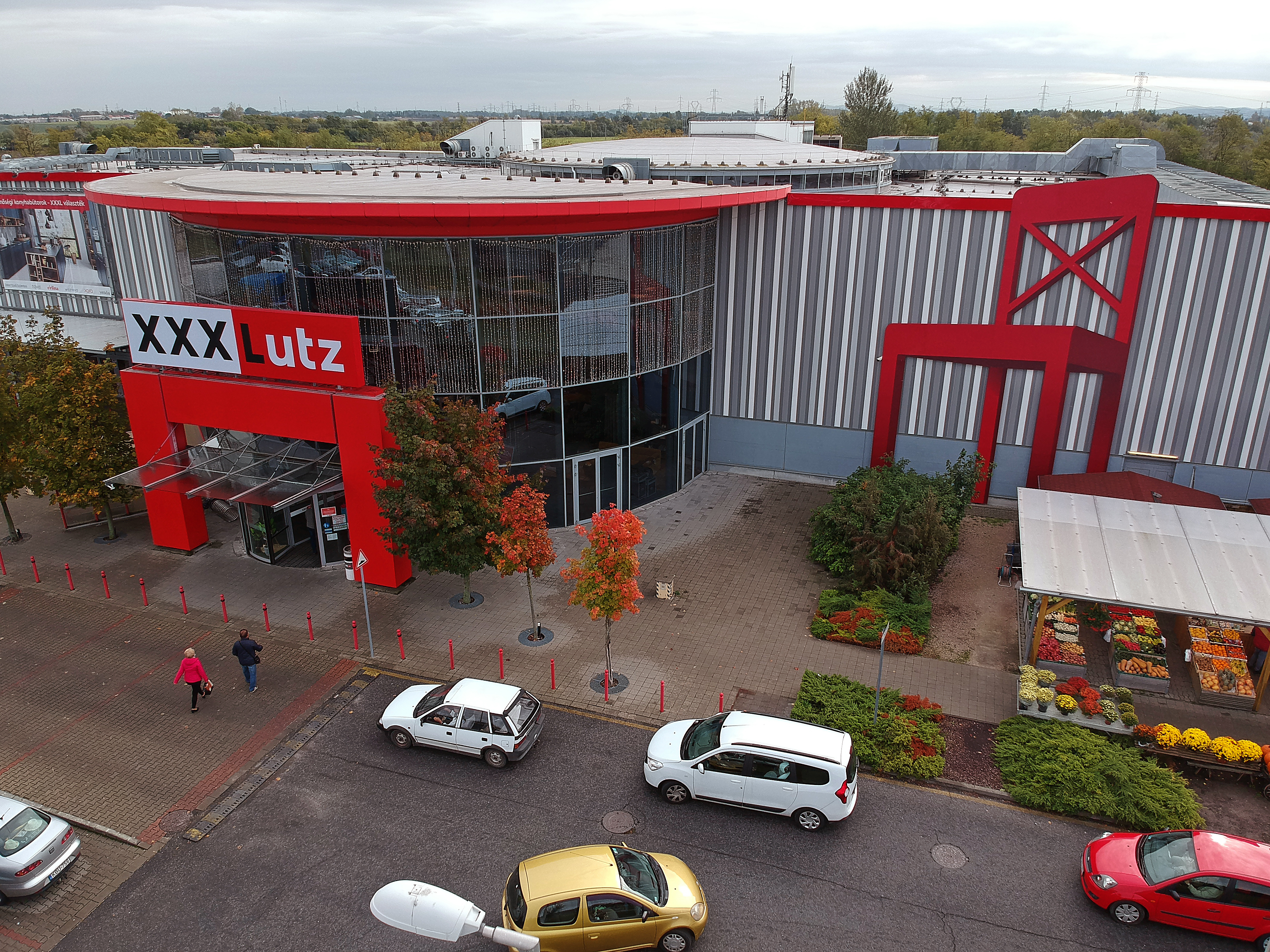
Győr, Királyszék utca
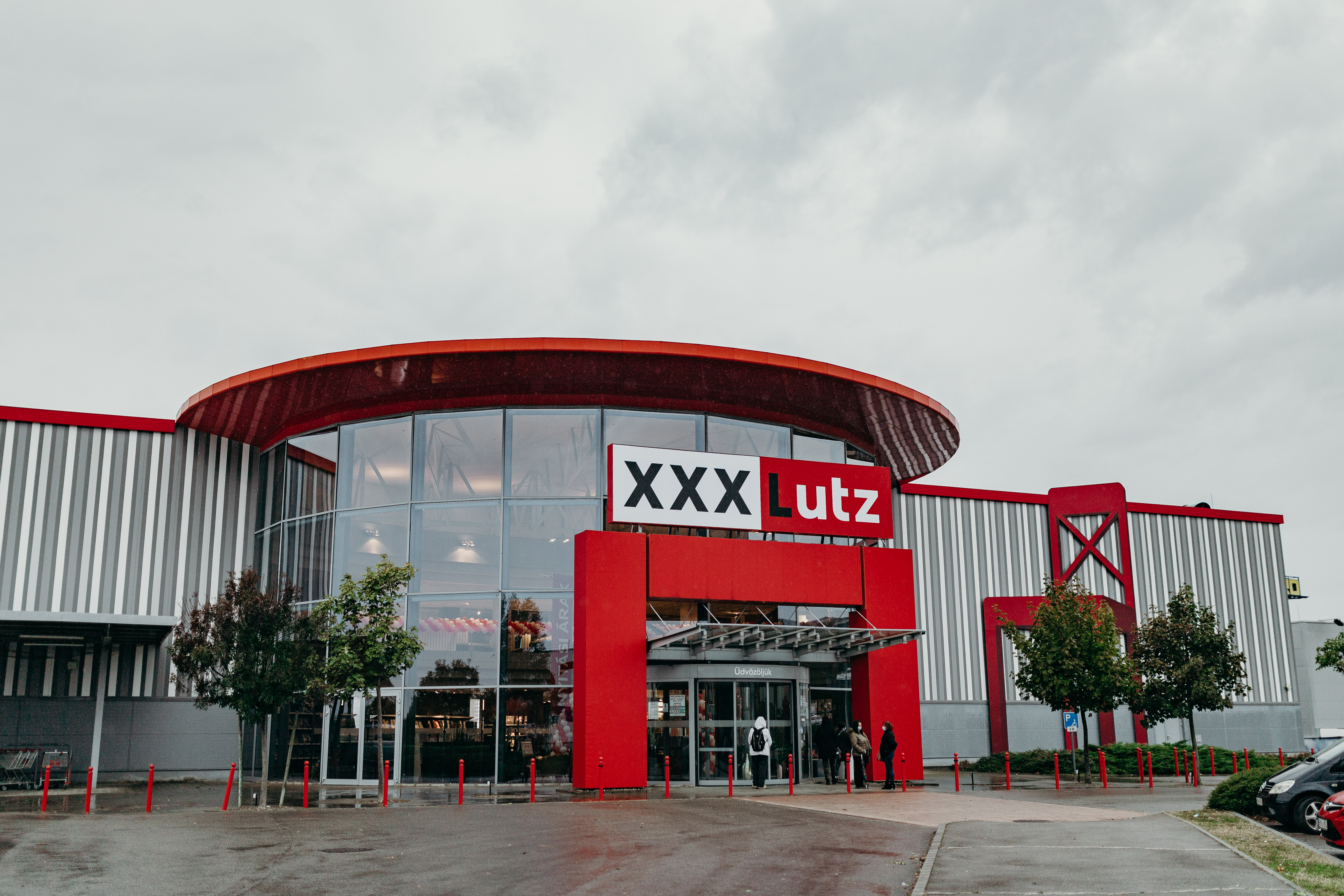
Pécs, Makay István utca
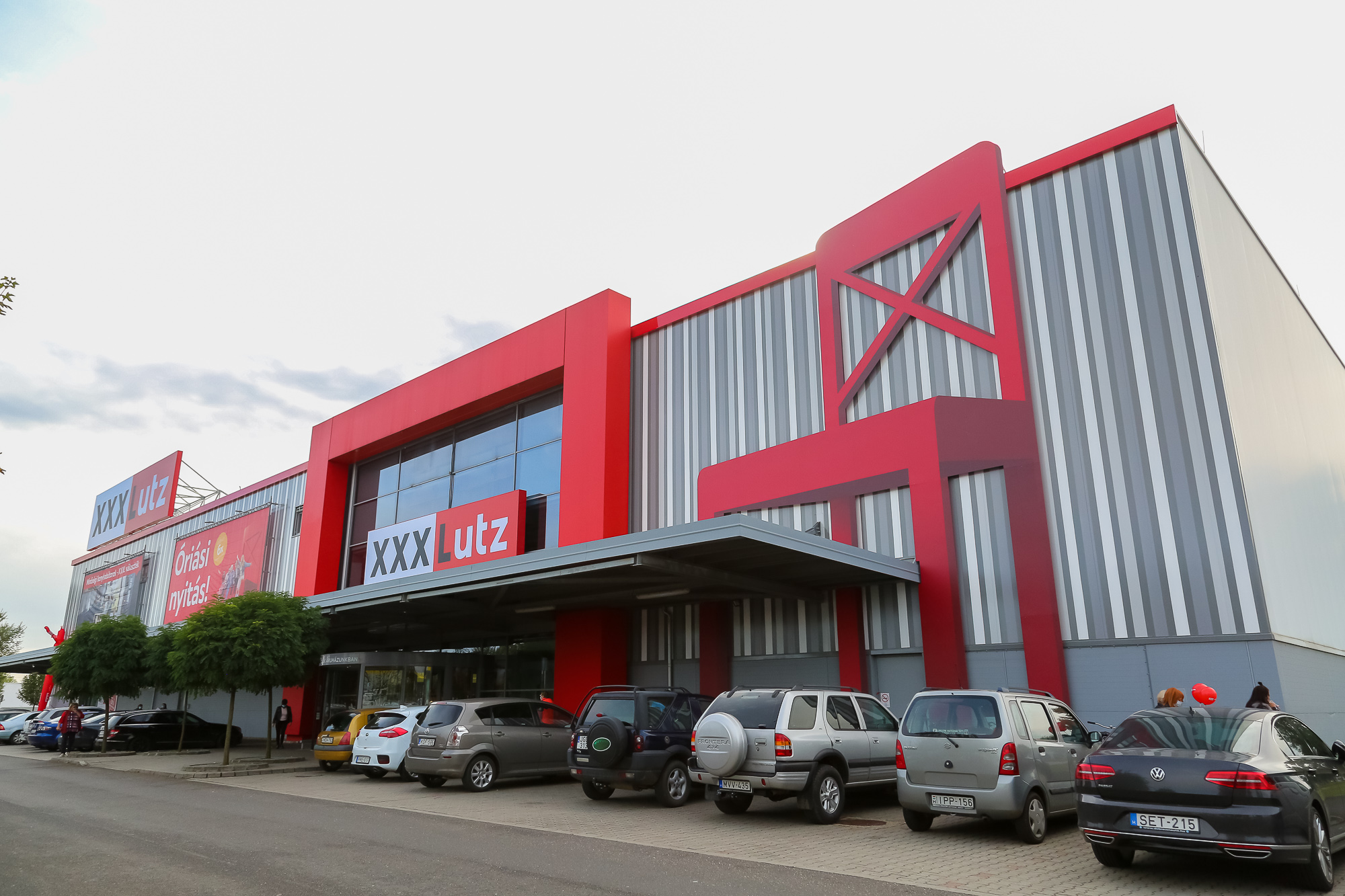
Debrecen, Kishatár utca
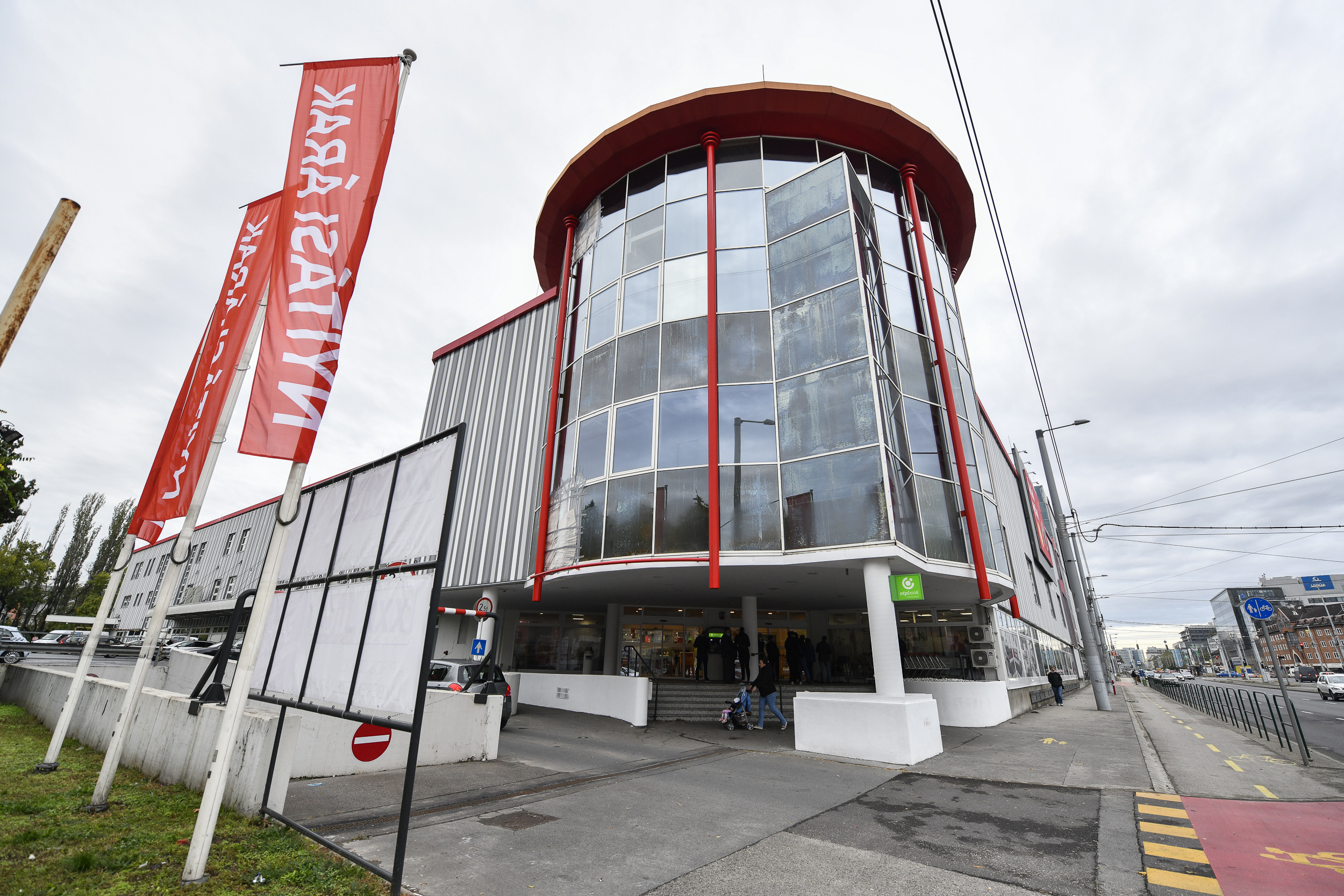
Budapest, Lehel út